# 呉佩芸
呉 佩芸（ご はいうん、1992年4月10日 - ）は、中華民国(台湾)台中市出身の薬剤師、政治家。時代力量元秘書長（幹事長）。

## 略歴
1992年4月10日、台中市に生まれた。中国医薬大学（薬学部）卒業。元中国医薬大学第19回学生会会長、台北市立萬芬医院薬剤師、時代力量台中党部副執行長。
2017年にかけて時代力量へ入党し、呉氏は2018年1月、台中市市議選の第7選挙区で時代力量党から出馬した。最終的に定数8を争う市議選では得票が第5位の11,546票（4位当選者とは9票差で、落選者では最多得票）で落選し。
2019年8月30日、秘書長に就任した。2020年1月、立法委員（第10期）は不分区名簿8番目で出馬も当選ならず。3月1日まで時代力量の秘書長。